# Адріанова дорога

Адріанова дорога на карті провінції Єгипет в часи імператора Адріана

Адріанова дорога (лат. Via Hadriana) — римська дорога в Єгипті, будівництво якої було завершене в 137 році за правління імператора Адріана (звідки й отримала свою назву).
Дорога довжиною понад 800 км йшла з Антинополя до Береніса на узбережжі Червоного моря.
Вона служила для доставки білого та червоного мармуру з єгипетських каменоломень.
За свідченнями сучасників, дорога використовувалась ще в часи пізньої Римської імперії в V та VI століттях.